# Montignac-le-Coq
Pour les articles homonymes, voir Montignac et Le Coq (homonymie).
Cet article concerne Montignac près d'Aubeterre-sur-Dronne. Pour l'autre commune du même nom dans le département, voir Montignac-Charente.
Montignac-le-Coq (Montinhac en limousin, dialecte occitan) est une commune du Sud-Ouest de la France, située dans le département de la Charente (région Nouvelle-Aquitaine).

## Géographie

### Localisation et accès
Montignac-le-Coq est une commune du Sud Charente, située non loin du département de la Dordogne, à 9 km au nord d'Aubeterre et 35 km au sud d'Angoulême.
Montignac est aussi à 10 km au sud-est de Montmoreau, 11 km à l'ouest de Verteillac, 13 km au nord-ouest de Ribérac et 16 km au nord-est de Chalais.
La route départementale D 709 de Montmoreau à Saint-Séverin et Ribérac traverse la commune, ainsi que la D 19 qui va au nord vers Angoulême en empruntant la ligne de crête. La D 78 traverse le bourg en direction d'Aubeterre.
La gare la plus proche est celle de Montmoreau, desservie par des TER à destination d'Angoulême et de Bordeaux.

### Hameaux et lieux-dits
La commune compte de nombreuses fermes et de petits hameaux, comme Labreuille au sud-est, Servolle, les Loges et les Rides à l'ouest, le Cadusseau au nord du bourg, etc. La mairie est située près du bourg à la Croix du Cadusseau.

### Communes limitrophes
| Juignac | Salles-Lavalette |          |
| Pillac  | Montignac-le-Coq | Palluaud |
|         | Saint-Séverin    |          |

### Géologie et relief
Géologiquement, la commune est située dans les coteaux calcaires du Bassin aquitain datant du Crétacé supérieur, comme toute la moitié sud du département de la Charente. On trouve le Campanien, calcaire crayeux, sur toute la surface communale. La crête à l'extrême nord de la commune (Bel-Air) est recouverte de dépôts du Tertiaire composés de galets, sables et argiles, propice aux bois de châtaigniers,,.
Le territoire communal est assez vallonné et compose la Champagne charentaise qui s'étend entre le sud de Cognac et le Périgord blanc.
La commune occupe le versant oriental de la vallée de l'Auzonne, et les hauteurs sont regroupées à l'est et au nord. La ligne de crête séparant la vallée de l'Auzonne de celle de la Lizonne fait la limite orientale de la commune. Le point culminant est à une altitude de 191 m, situé sur la limite communale avec Salles et Juignac au nord. Le point le plus bas est à 62 m, situé le long de l'Auzonne en limite sud. Le bourg, perché sur un promontoire, est à 130 m d'altitude.

### Hydrographie

#### Réseau hydrographique

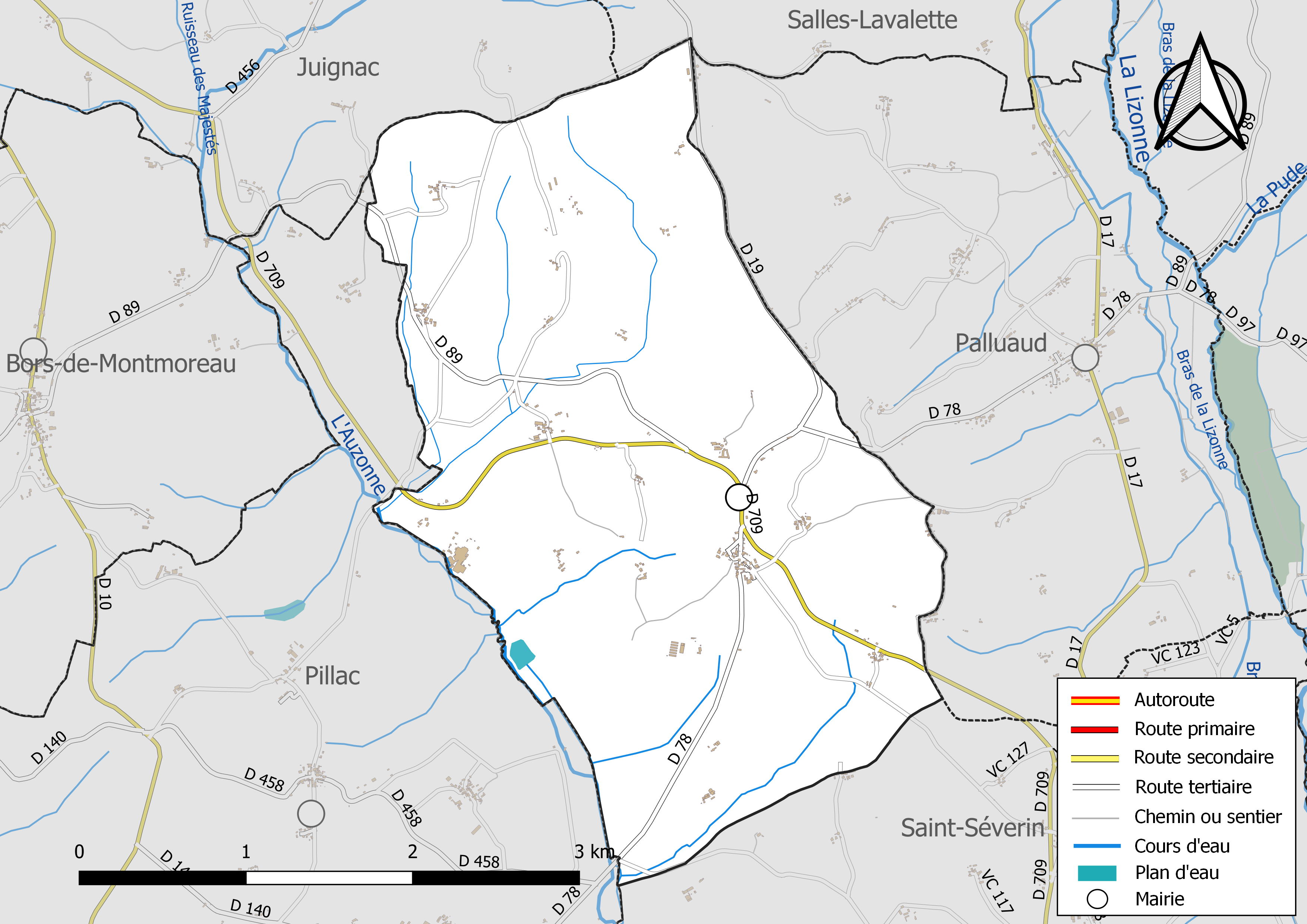
Réseaux hydrographique et routier de Montignac-le-Coq.

La commune est située dans le bassin de la Dordogne au sein du Bassin Adour-Garonne. Elle est drainée par l'Auzonne, et par divers petits cours d'eau, qui constituent un réseau hydrographique de 6 km de longueur totale,.
La commune est sur le bassin versant de la Dordogne, comme une grande partie du Sud Charente. L'Auzonne, qui se jette dans la Dronne entre Laprade et Nabinaud, borde la commune à l'ouest.. De nombreux petits ruisseaux affluents de l'Auzonne naissent et parcourent le territoire communal, qui comporte aussi quelques sources et fontaines, comme la Font Cuve, la Font Neuve, la Fontbureau, ainsi que quelques retenues d'eau.

#### Gestion des eaux
Le territoire communal est couvert par le schéma d'aménagement et de gestion des eaux (SAGE) « Isle - Dronne ». Ce document de planification, dont le territoire regroupe les bassins versants de l'Isle et de la Dronne, d'une superficie de 7 500 km2, a été approuvé le 2 août 2021. La structure porteuse de l'élaboration et de la mise en œuvre est l'établissement public territorial de bassin de la Dordogne (EPIDOR). Il définit sur son territoire les objectifs généraux d’utilisation, de mise en valeur et de protection quantitative et qualitative des ressources en eau superficielle et souterraine, en respect des objectifs de qualité définis dans le troisième SDAGE  du Bassin Adour-Garonne qui couvre la période 2022-2027, approuvé le 10 mars 2022.

### Climat
Comme dans les trois quarts sud et ouest du département, le climat est océanique aquitain.

## Urbanisme

### Typologie
Au 1er janvier 2024, Montignac-le-Coq est catégorisée commune rurale à habitat très dispersé, selon la nouvelle grille communale de densité à 7 niveaux définie par l'Insee en 2022.
Elle est située hors unité urbaine et hors attraction des villes,.

### Occupation des sols
L'occupation des sols de la commune, telle qu'elle ressort de la base de données européenne d’occupation biophysique des sols Corine Land Cover (CLC), est marquée par l'importance des territoires agricoles (84,8 % en 2018), une proportion sensiblement équivalente à celle de 1990 (84,4 %). La répartition détaillée en 2018 est la suivante : 
terres arables (68,3 %), zones agricoles hétérogènes (16,5 %), forêts (14,5 %), milieux à végétation arbustive et/ou herbacée (0,7 %). L'évolution de l’occupation des sols de la commune et de ses infrastructures peut être observée sur les différentes représentations cartographiques du territoire : la carte de Cassini (XVIIIe siècle), la carte d'état-major (1820-1866) et les cartes ou photos aériennes de l'IGN pour la période actuelle (1950 à aujourd'hui).

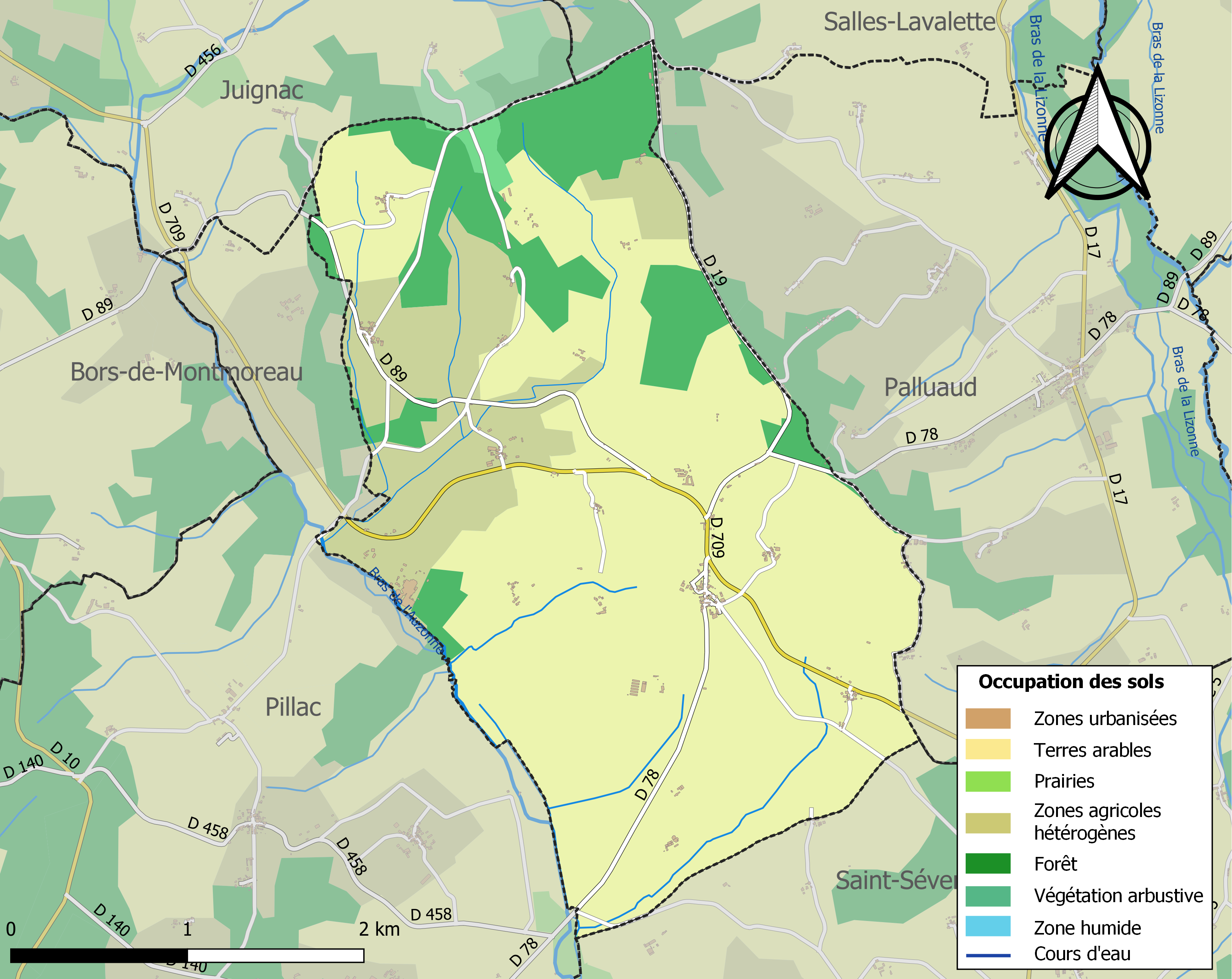
Carte des infrastructures et de l'occupation des sols de la commune en 2018 (CLC).

### Risques majeurs
Le territoire de la commune de Montignac-le-Coq est vulnérable à différents aléas naturels : météorologiques (tempête, orage, neige, grand froid, canicule ou sécheresse) et séisme (sismicité faible). Il est également exposé à un risque technologique, le transport de matières dangereuses. Un site publié par le BRGM permet d'évaluer simplement et rapidement les risques d'un bien localisé soit par son adresse soit par le numéro de sa parcelle.

#### Risques naturels

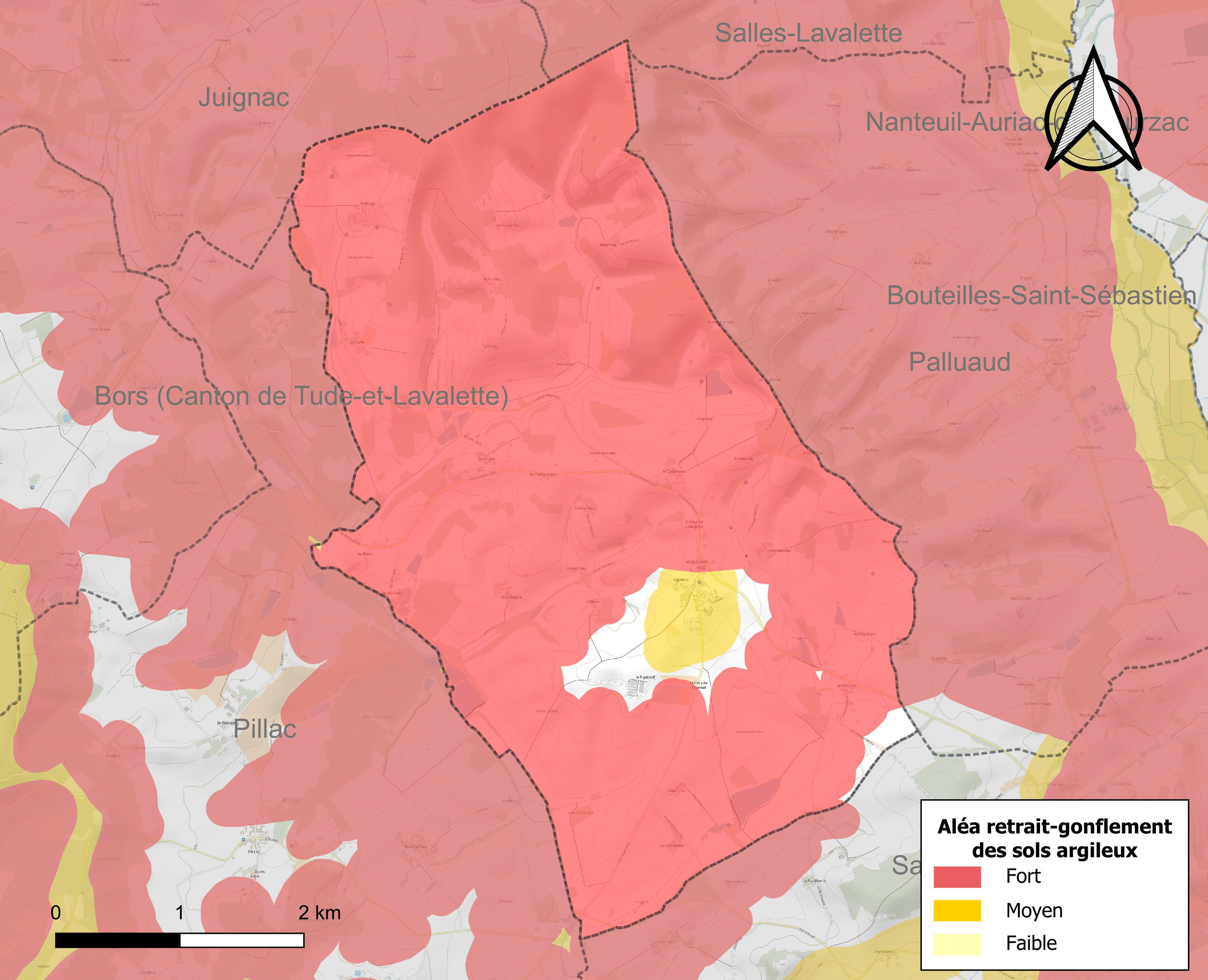
Carte des zones d'aléa retrait-gonflement des sols argileux de Montignac-le-Coq.

Le retrait-gonflement des sols argileux est susceptible d'engendrer des dommages importants aux bâtiments en cas d’alternance de périodes de sécheresse et de pluie. 96,4 % de la superficie communale est en aléa moyen ou fort (67,4 % au niveau départemental et 48,5 % au niveau national). Sur les 130 bâtiments dénombrés sur la commune en 2019, 127 sont en aléa moyen ou fort, soit 98 %, à comparer aux 81 % au niveau départemental et 54 % au niveau national. Une cartographie de l'exposition du territoire national au retrait gonflement des sols argileux est disponible sur le site du BRGM,.
Par ailleurs, afin de mieux appréhender le risque d’affaissement de terrain, l'inventaire national des cavités souterraines permet de localiser celles situées sur la commune.
La commune a été reconnue en état de catastrophe naturelle au titre des dommages causés par les inondations et coulées de boue survenues en 1982, 1983, 1992, 1993, 1999 et 2013. Concernant les mouvements de terrains, la commune a été reconnue en état de catastrophe naturelle au titre des dommages causés par la sécheresse en 2005, 2010 et 2011 et par des mouvements de terrain en 1999.

#### Risques technologiques
Le risque de transport de matières dangereuses sur la commune est lié à sa traversée par une ou des infrastructures routières ou ferroviaires importantes ou la présence d'une canalisation de transport d'hydrocarbures. Un accident se produisant sur de telles infrastructures est susceptible d’avoir des effets graves sur les biens, les personnes ou l'environnement, selon la nature du matériau transporté. Des dispositions d’urbanisme peuvent être préconisées en conséquence.

## Toponymie
Les formes anciennes sont Malniaco, in villa quae dicitur Malniaco Monte Galliniaco vers le XIe siècle, Montanhac en 1270.
Il s'agit d'une formation toponymique gallo-romaine, fondée sur l'anthroponyme Mallonius auquel est apposé le suffixe -acum, c'est-à-dire *Malloniacum (Malniaco vers le XIe siècle) au sens de « domaine de Mallonius ». Le nom dérive aussi du latin mons (colline), et d'un nom de personne Gallinius (Lecoq) avec le suffixe -acum. L'introduction de Malniaco entre Monte (mont) et Galliniaco, a provoqué, par suite de la chute du M de Malniaco, la formation du nom de Montignac-le-Coq. Gallinius est la traduction savante de Lecoq, autrefois Lecoc, du bas latin d'origine gauloise coccum « coq ».
Au XVIIIe siècle, la paroisse est cartographiée Montignac le Cocq,.

### Limite linguistique
La commune est dans le domaine occitan, et marque la limite avec la langue d'oïl (à l'ouest). Elle se nomme Montinhac en occitan.

## Histoire
Sous l'Ancien Régime, Montignac-le-Coq était une paroisse de l'Angoumois, alors que Palluaud était dans le diocèse de Périgueux.
Au XIXe siècle, on pouvait remarquer au Rigalaud, propriété viticole au sud du bourg, un tonneau pouvant contenir au moins 1 000 hectolitres. Ce tonneau a été vendu et démoli en 1910.

## Administration

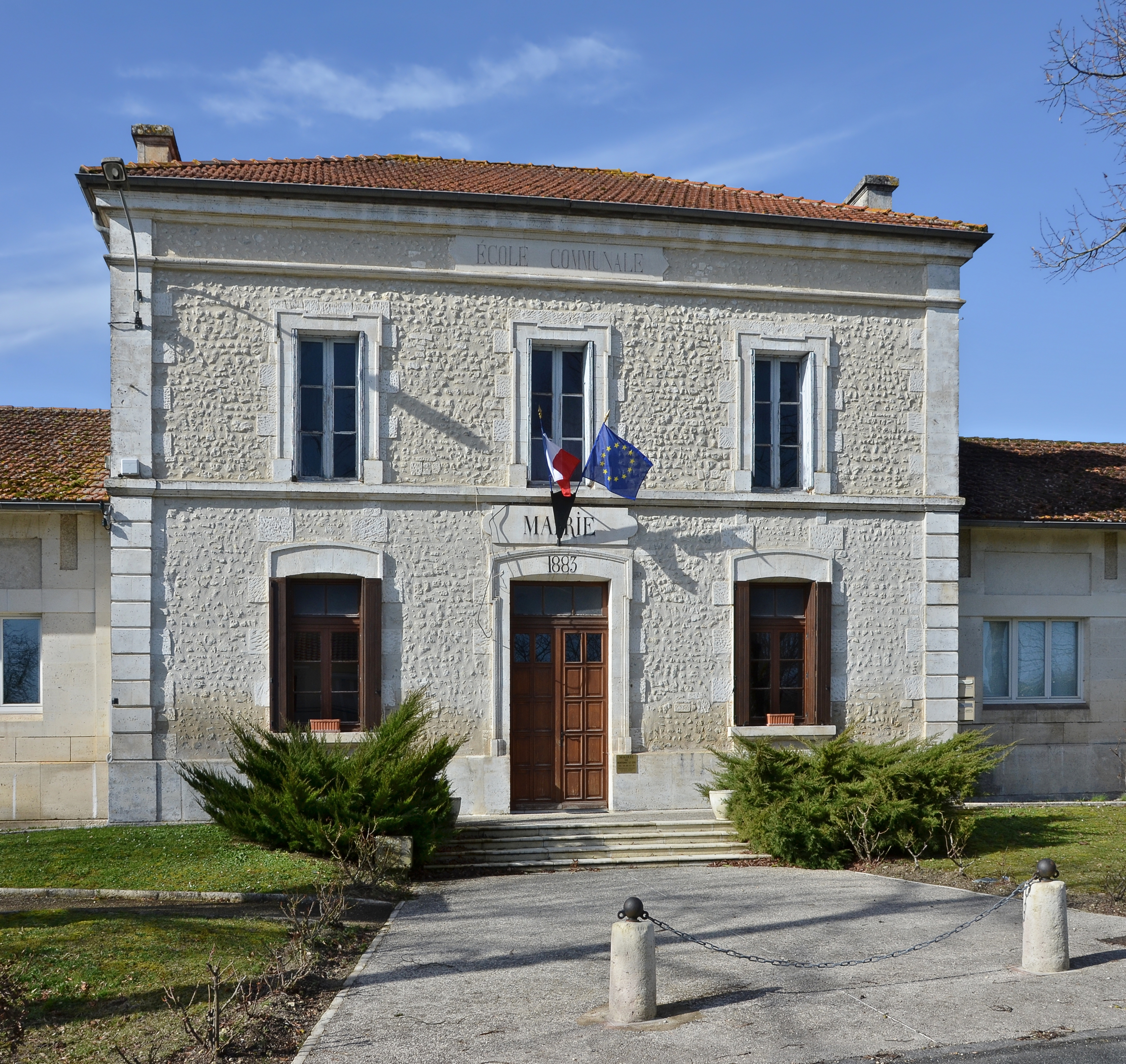
La mairie en 2014.

| Période                                  | Période  | Identité     | Étiquette | Qualité                |
| ---------------------------------------- | -------- | ------------ | --------- | ---------------------- |
| Les données manquantes sont à compléter. |          |              |           |                        |
| depuis 2001                              | En cours | Alain Désert | DVD       | Négociant en matériaux |

## Démographie

### Évolution démographique
L'évolution du nombre d'habitants est connue à travers les recensements de la population effectués dans la commune depuis 1793. Pour les communes de moins de 10 000 habitants, une enquête de recensement portant sur toute la population est réalisée tous les cinq ans, les populations de référence des années intermédiaires étant quant à elles estimées par interpolation ou extrapolation. Pour la commune, le premier recensement exhaustif entrant dans le cadre du nouveau dispositif a été réalisé en 2005.

En 2022, la commune comptait 134 habitants, en évolution de −2,19 % par rapport à 2016 (Charente : −0,48 %, France hors Mayotte : +2,11 %).
| 1793 | 1800 | 1806 | 1821 | 1831 | 1841 | 1846 | 1851 | 1856 |
| ---- | ---- | ---- | ---- | ---- | ---- | ---- | ---- | ---- |
| 625  | 634  | 620  | 530  | 552  | 572  | 551  | 563  | 561  |

| 1861 | 1866 | 1872 | 1876 | 1881 | 1886 | 1891 | 1896 | 1901 |
| ---- | ---- | ---- | ---- | ---- | ---- | ---- | ---- | ---- |
| 600  | 557  | 514  | 532  | 515  | 505  | 392  | 383  | 334  |

| 1906 | 1911 | 1921 | 1926 | 1931 | 1936 | 1946 | 1954 | 1962 |
| ---- | ---- | ---- | ---- | ---- | ---- | ---- | ---- | ---- |
| 342  | 320  | 319  | 291  | 290  | 303  | 301  | 261  | 252  |

| 1968 | 1975 | 1982 | 1990 | 1999 | 2005 | 2006 | 2010 | 2015 |
| ---- | ---- | ---- | ---- | ---- | ---- | ---- | ---- | ---- |
| 251  | 224  | 209  | 162  | 150  | 140  | 139  | 131  | 136  |

| 2020 | 2022 | - | - | - | - | - | - | - |
| ---- | ---- | - | - | - | - | - | - | - |
| 140  | 134  | - | - | - | - | - | - | - |

### Pyramide des âges
La population de la commune est relativement âgée.
En 2018, le taux de personnes d'un âge inférieur à 30 ans s'élève à 26,4 %, soit en dessous de la moyenne départementale (30,2 %). À l'inverse, le taux de personnes d'âge supérieur à 60 ans est de 40 % la même année, alors qu'il est de 32,3 % au niveau départemental.
En 2018, la commune comptait 68 hommes pour 71 femmes, soit un taux de 51,08 % de femmes, légèrement inférieur au taux départemental (51,59 %).
Les pyramides des âges de la commune et du département s'établissent comme suit.
| Hommes | Classe d’âge | Femmes |
| ------ | ------------ | ------ |
| 1,5    | 90 ou +      | 2,8    |
| 13,2   | 75-89 ans    | 15,3   |
| 26,5   | 60-74 ans    | 20,8   |
| 25,0   | 45-59 ans    | 25,0   |
| 8,8    | 30-44 ans    | 8,3    |
| 17,6   | 15-29 ans    | 11,1   |
| 7,4    | 0-14 ans     | 16,7   |

| Hommes | Classe d’âge | Femmes |
| ------ | ------------ | ------ |
| 1      | 90 ou +      | 2,7    |
| 9,2    | 75-89 ans    | 12     |
| 20,6   | 60-74 ans    | 21,3   |
| 20,7   | 45-59 ans    | 20,3   |
| 16,8   | 30-44 ans    | 16     |
| 15,6   | 15-29 ans    | 13,4   |
| 16,1   | 0-14 ans     | 14,3   |

## Économie

### Agriculture
La commune fait partie de l'aire d'origine contrôlée du Cognac « Bons Bois » et de l'AOC/AOP Noix du Périgord.

## Équipements, services et vie locale

### Enseignement
L'école était un RPI entre Montignac, Palluaud et Salles-Lavalette. Salles-Lavalette accueille l'école maternelle, et Montignac et Palluaud les écoles élémentaires, avec une classe unique chacune mais a fermé en 2016. Le secteur du collège est Montmoreau-Saint-Cybard.

## Lieux et monuments
L'église paroissiale de l'Exaltation-de-la-Sainte-Croix date initialement du XIe siècle. Elle a été remaniée par la suite, en particulier à la suite de l'effondrement de sa coupole.

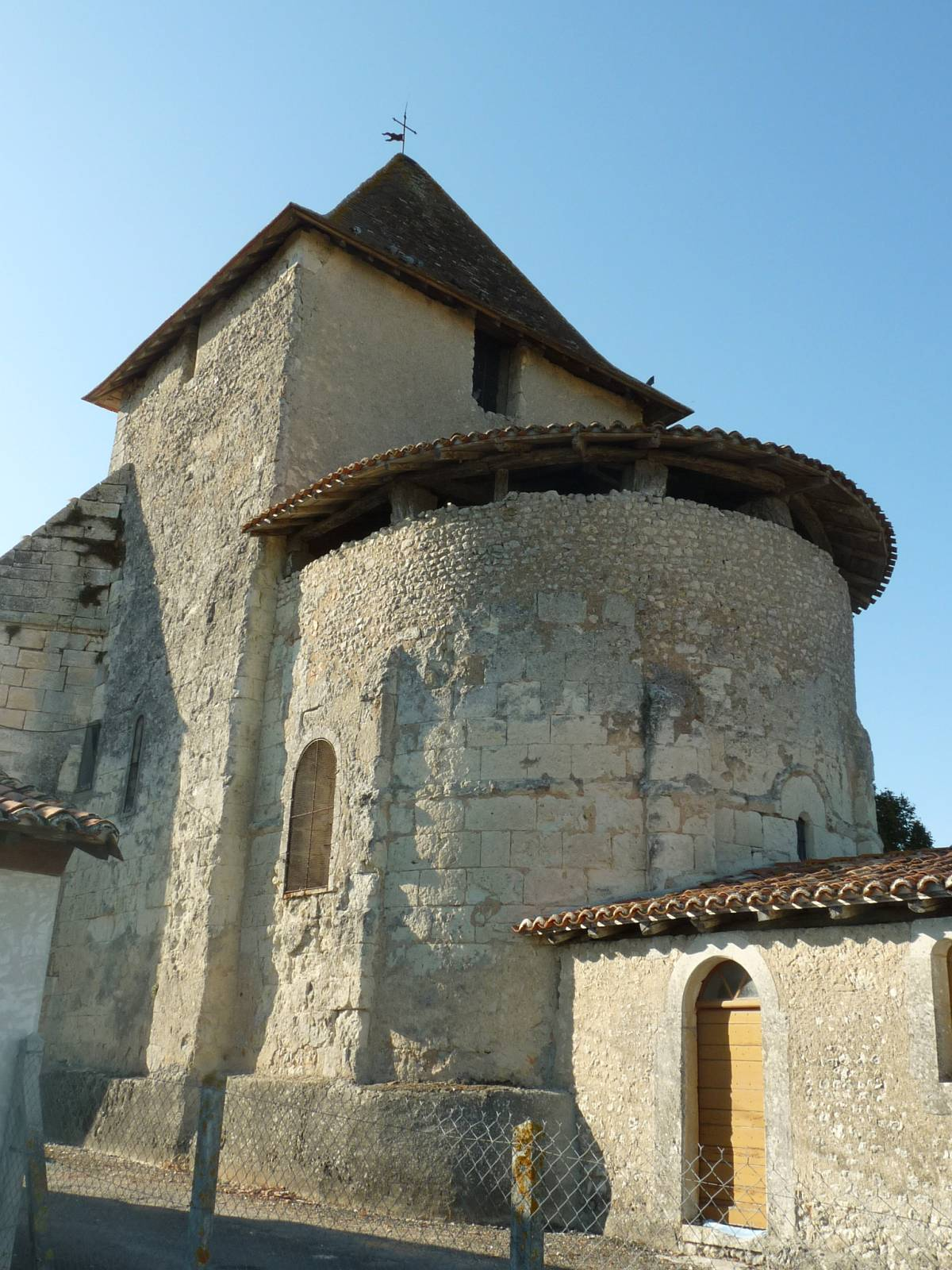
L'église.
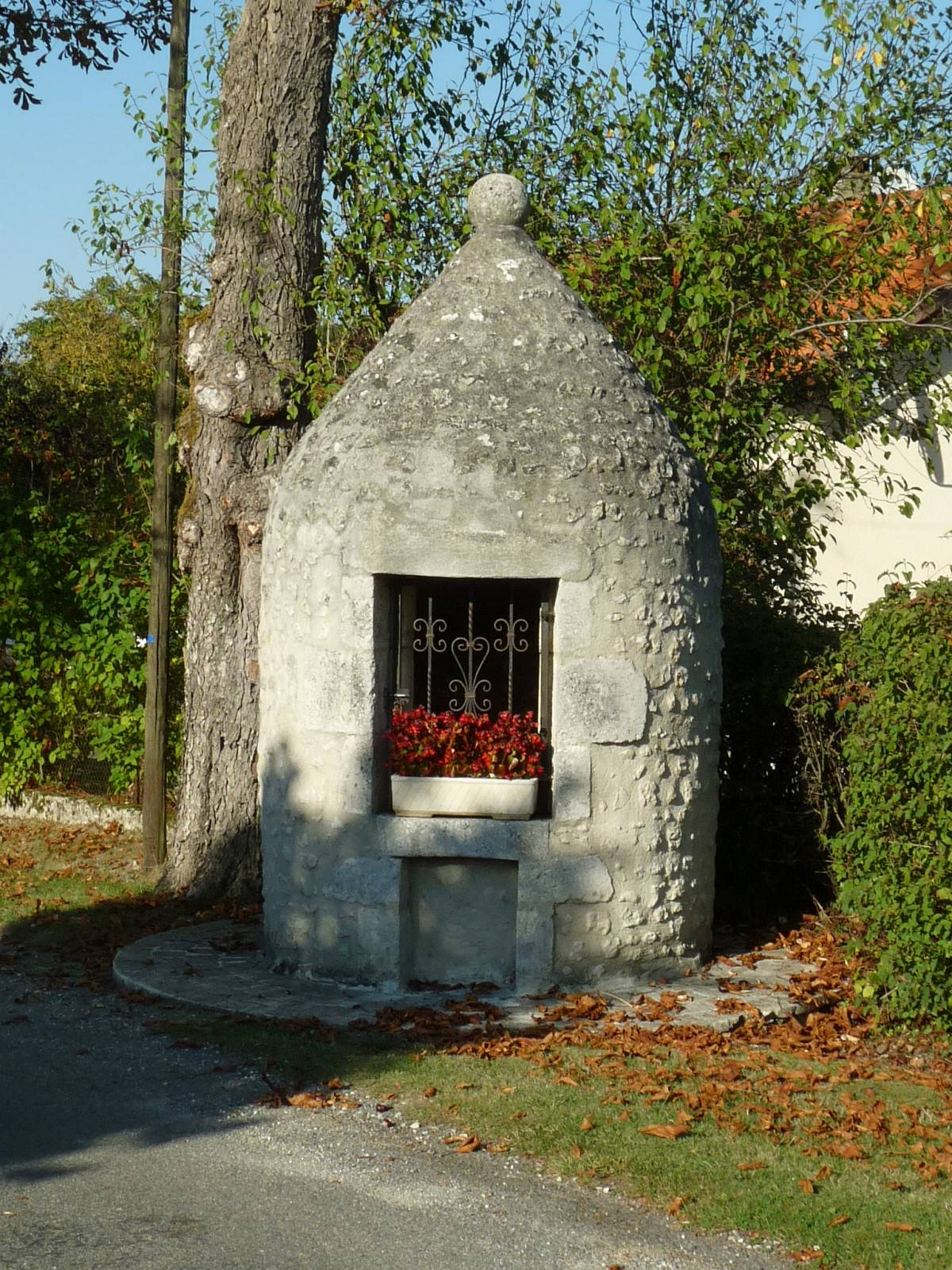
Puits à l'entrée du village.
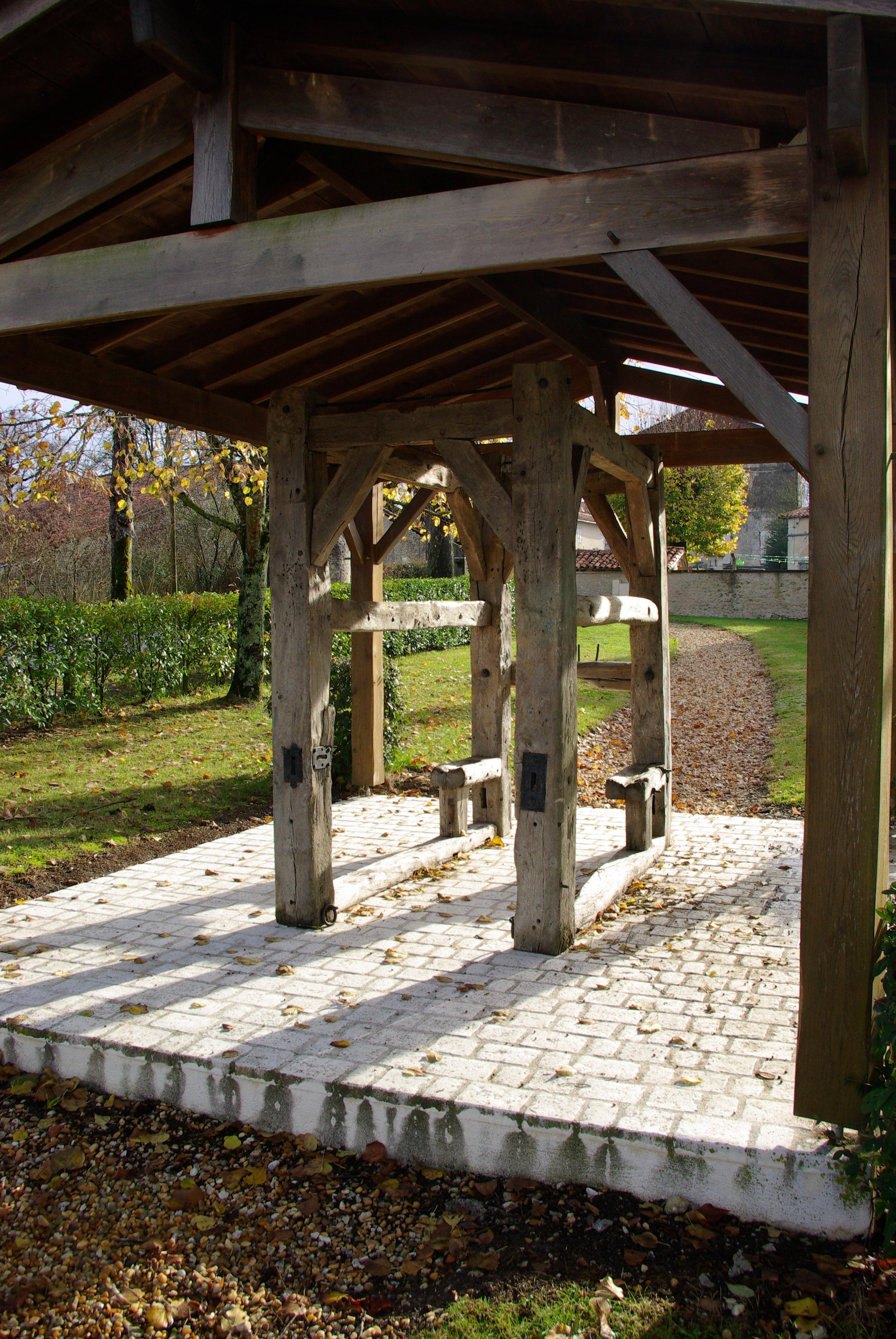
Travail à ferrer sur la place.